# Гривка (Казань)
Гривка (тат. Гривка, Герифкә, МФА: [ˈgrifkə], [gɘˈrifkæ]) — посёлок в Кировском районе Казани.

## География
Гривка находится на крайнем юго-востоке Кировского района. С юга и запада находятся протока Гривка, с севера и востока — многоэтажная застройка.

## История
Гривка была основана не позднее второй половины XVIII века разночинцами, выселившимися из Казани. В 1776 году в ней насчитывалось 45 дворов.
Постройка в 1825 году моста, связывающего Казань с левым берегом Казанки, позволила присоединить к городу слободы, находившиеся там, в том числе и Гривку. Слобода входила в 5-ю полицейскую часть Казани, а после её разделения в 1875 году — в 6-ю полицейскую часть.
После введения в городе районного деления относилась к Кировскому району.

## Улицы
- Гривская
- Дренажная
- Поперечно-Гривская
- Односторонка Гривки
- Односторонки Гривки переулок

## Население
| 1897 |
| ---- |
| 300  |

## Транспорт
Общественный транспорт в Гривку не ходит. Ближайшие остановки общественного транспорта находятся на улицах Мулланура Вахитова и Декабристов; на последней находится и ближайшая станция метро — «Козья слобода». Ближайшей трамвайной остановкой до ликвидации в 2010 году трамвайной линии на Кремлёвской транспортной дамбе была остановка «Молодёжный центр», на которой останавливался трамвай № 9.

## Предприятия
До революции в слободе действовал свечной завод, а в советское — саговый завод.

## Известные жители
В слободе проживал писатель Александр Тарасов-Родионов.